# Effusivité thermique
L'effusivité thermique d'un matériau, parfois appelée chaleur subjective ou coefficient d'arrachement, caractérise la vitesse avec laquelle il peut échanger de l'énergie thermique avec son environnement. Lorsque son effusivité thermique est forte, un matériau absorbe rapidement de la chaleur sans se réchauffer notablement en surface (cas du métal, de la pierre, du carrelage), et inversement lorsque son effusivité thermique est faible (cas du bois ou des matériaux isolants).
L'effusivité thermique est donnée par :
{\displaystyle E={\sqrt {\lambda \cdot \rho \cdot c}}}
où :
{\displaystyle \lambda } est la conductivité thermique du matériau (en W m−1 K−1)
{\displaystyle \rho } la masse volumique du matériau (en kg m−3)
{\displaystyle c} la capacité thermique massique du matériau (en J kg−1 K−1)
Elle s'exprime donc en : J K−1 m−2 s−1/2. Alternativement, elle peut être exprimée en W K−1 m−2 s1/2
L'utilisation de la capacité thermique volumique exprimée en joules par mètre cube-kelvin, produit de la masse volumique ρ et de la capacité thermique massique c, permet de simplifier cette équation.
Effusivité thermique et diffusivité thermique sont les grandeurs essentielles pour quantifier l'inertie thermique.

## Sens physique
On évalue ici la réponse thermique d'un milieu semi-infini à un changement de température en surface dû à un contact avec un milieu de température différente.
Soit un matériau 1, d'effusivité E1 à la température T1, mis en contact avec un matériau 2 d'effusivité E2 et de température T2. On suppose que la mise en contact se fait par une surface plane parfaitement lisse. On néglige donc la résistance de contact. Immédiatement après le contact, la température de surface des deux matériaux est entre {\displaystyle \scriptstyle {T_{1}}} et {\displaystyle \scriptstyle {T_{2}}}. Elle ne vaut pas nécessairement la moyenne {\displaystyle \textstyle {\frac {T_{1}+T_{2}}{2}}} car entrent en jeu la diffusivité et la capacité thermique des matériaux. La valeur initiale du contact est donnée par :
{\displaystyle T={\frac {E_{1}\,T_{1}+E_{2}\,T_{2}}{E_{1}+E_{2}}}}
avec {\displaystyle \scriptstyle {T,\ T_{1},\ T_{2}}} dans la même unité de température qui peut être le kelvin ou le degré Celsius. Autrement dit, la température de contact est la moyenne des températures des deux corps pondérées par leurs effusivités respectives.
Par exemple, si l'on pose la main sur du bois et de l'acier de même température (disons 20 °C), l'acier paraîtra plus froid. Son effusivité est de 14 000 J K−1 m−2 s−1/2 et celle de la peau 1 400 J K−1 m−2 s−1/2. La température alors ressentie par les capteurs de la peau est :
{\displaystyle {\frac {14\,000\times 20{,}0+1\,400\times 37{,}0}{15\,400}}=21{,}5\;^{\circ }{\rm {C}}}.
Par contre, pour le bois d'effusivité de l'ordre de 400 J K−1 m−2 s−1/2, la température ressentie est :
{\displaystyle {\frac {400\times 20{,}0+1\,400\times 37{,}0}{1\,800}}=33{,}2\;^{\circ }{\rm {C}}}
Le bois est ressenti comme une matière « chaude », alors que sa température est la même que celle de la pièce, 20 °C.

## Lien et différence avec la diffusivité thermique
L'effusivité thermique est parfois confondue avec la diffusivité thermique {\displaystyle D={\frac {\lambda }{\rho c}}}, exprimée en m2/s. Les deux valeurs sont toutefois liées : {\displaystyle E={\sqrt {D}}\,\rho c}.
Toutes deux sont les grandeurs essentielles pour quantifier l'inertie thermique.
À la différence de la diffusivité thermique, qui décrit la rapidité d’un déplacement de chaleur à travers la masse d’un matériau, l’effusivité décrit la rapidité avec laquelle un matériau en absorbe. Plus l’effusivité est élevée, plus le matériau absorbe l’énergie thermique rapidement ; au contraire, plus elle est faible, moins le matériau est sensible aux variations de température.

## Effusivités thermiques de quelques matériaux
Le tableau suivant donne des ordres de grandeur des effusivités thermiques de quelques matériaux.
| Matériaux             | Effusivité thermique (J K−1 m−2 s−1/2) |
| --------------------- | -------------------------------------- |
| Air                   | 6                                      |
| Acier inoxydable      | 7 100 à 11 000                         |
| Aluminium             | 23 700                                 |
| Argile humide         | 2 600                                  |
| Béton                 | 1 200 à 2 500                          |
| Bois                  | 120 à 660                              |
| Calcaire              | 1 180 à 1 960                          |
| Composite verre/époxy | 500                                    |
| Cuivre                | 37 000                                 |
| Diamant               | 31 000                                 |
| Eau                   | 1 590                                  |
| Fer                   | 15 800                                 |
| Fonte                 | 12 000 à 16 000                        |
| Granite               | 1 950 à 2 970                          |
| Inconel               | 6 200 à 7 600                          |
| Liège                 | 100 à 110                              |
| Limon                 | 500 à 900                              |
| Marbre                | 2 500                                  |
| Plexiglas             | 490                                    |
| Plomb                 | 7 100                                  |
| PMMA                  | 600                                    |
| Polyéthylène          | 800 à 1 050                            |
| Polystyrène (mousse)  | 20 à 60                                |
| Polyuréthane (mousse) | 40 à 70                                |
| PVC                   | 480 à 650                              |
| Pyrex                 | 1 350                                  |
| Quartz (cristal)      | 3 600 à 4 800                          |
| Résine ABS            | 450 à 580                              |
| Sable humide          | 1 000 à 2 400                          |
| Sable sec             | 300 à 600                              |
| Silicium              | 14 300                                 |
| Téflon                | 740                                    |
| Verre (silice fondue) | 1 500                                  |
| Verre flint           | 950                                    |